# 機器人望遠鏡
機器人望遠鏡（Robotic telescope）是一種無需人工干預即可進行觀測的天文望遠鏡和探測器系統。在天文學領域，如果望遠鏡無需人工操作即可進行觀測，即使人類必須在夜晚開始時或早晨結束觀測，也可以被稱為機器人望遠鏡。
機器人望遠鏡可能使用人工智慧軟體，以自動調度提供幫助。機器人望遠鏡與遠端望遠鏡不同。
到2004年，機器人觀測佔據絕大部分有關小行星軌道和發現、變星研究、超新星光變曲線和發現、彗星軌道和引力微透鏡觀測的已發表科學資訊。
所有早期伽馬射線爆發的觀測都是由機器人望遠鏡進行的。

## 列表
- 凌星行星及原行星小望遠鏡
- 利物浦望遠鏡
- 卡茨曼自動成像望遠鏡
- 自動行星發現望遠鏡

## 外部連結
- Virtual Telescope Project （页面存档备份，存于） The Virtual Telescope Project robotic facility.
- List （页面存档备份，存于） of professional robotic telescopes (with map and statistics).
- . 1994. CiteSeerX 10.1.1.51.9564 : provides an overview of telescope operation through the internet